# Període de semidesintegració

Isòtops, representats pel seu nombre de neutrons N enfront del seu nombre de protons Z. El períodes de semidesintegració es representen amb escala de colors.

El període de semidesintegració, període radioactiu o semivida, {\displaystyle t_{1/2}}o {\displaystyle T_{1/2}}, d'un radionúclid és el temps que transcorre fins que la meitat dels nuclis d'una mostra pura d'una espècie de radionúclid determinada decaigui (es transformi) en un altre nucli diferent a causa de la seva inestabilitat nuclear.
El període de semidesintegració dels radionúclids coneguts varia dintre d'un interval molt ampli, des de més de 1024 anys per als més estables, com ara el tel·luri 122 que el té de 2,2 × 1024 anys, fins a 10−23 segons per als més inestables, com és el cas de l'hidrogen 7 que el té de només 2,3 × 10−23 s.
Es relaciona amb la constant de desintegració {\displaystyle \lambda } mitjançant l'expressió:{\displaystyle t_{1/2}={\frac {\ln 2}{\lambda }}}Aquesta relació entre el període de semidesintegració i la constant de desintegració mostra que les substàncies altament radioactives (alta {\displaystyle \lambda }) es consumeixen ràpidament mentre que les que radien menys (baixa {\displaystyle \lambda }) duren més. No s'ha de confondre amb el terme vida mitjana {\displaystyle \tau }, que és la inversa de la constant de desintegració i té una interpretació diferent.{\displaystyle N(t)=N_{0}\,e^{-t/\tau }=N_{0}\,2^{-t/t_{1/2}}\,\!}

## Temps de desintegració
El període de semidesintegració dona una idea del temps de desintegració. La desintegració dels nuclis inestables és un procés aleatori i hom no pot predir quan es desintegrarà un determinat nucli, tanmateix la probabilitat de desintegració és la mateixa per a qualsevol moment. Per tant, donada una mostra d'un radionúclid particular, el nombre de desintegracions −dN que s'espera que es produeixin durant un petit interval de temps dt serà proporcional al nombre d'àtoms presents. Si N és el nombre d'àtoms llavors la probabilitat de desintegració o activitat radioactiva (−dN/N) serà proporcional a dt:
{\displaystyle \left(-{\frac {dN}{N}}\right)=\lambda \cdot dt.}
Cada tipus de radionúclid es desintegra a un ritme diferent, cadascun presenta la seva constant de desintegració particular (λ). El signe negatiu indica que N disminueix amb cada ocurrència d'una desintegració. La solució a aquesta equació diferencial de primer ordre és la següent funció matemàtica:
{\displaystyle N(t)=N_{0}\,e^{-{\lambda }t}=N_{0}\,e^{-t/\tau }.\,\!}
On N0 és el valor de N en el moment inicial (t = 0). A la segona equació s'observa que el diferencial de la constant de desintegració λ té per unitats 1/temps, i pot ser representada com 1/τ, on τ és el temps característic per al procés, i rep el nom de constant de temps del procés. A la radioactivitat aquest temps de procés τ és també la vida mitjana de la desintegració dels àtoms.

## Unitats
Les unitats que es fan servir són unitats de temps. Com que els períodes de semidesintegració poden tenir ordres de magnitud extremadament diferents entre ells, s'utilitzen diferents unitats segons sigui més còmode per a cada núclid, de les quals les més habituals solen ser els segons (i microsegons), els minuts i els anys.
- 1 segon (s) = 1.000.000 microsegons (μs) = 10⁶ μs
- 1 s = 1.000 mil·lisegons (ms) = 103 ms
- 1 ms = 1.000 μs = 103 μs
- 1 minut = 60 s = 6·107 μs
- 1 hora = 60 minuts = 3.600 s = 3,6·103 s = 3,6·10⁹ μs
- 1 dia = 24 hores = 86.400 s = 86,4·103 s = 86,4·10⁹ μs
- 1 any = 365 dies = 31.536.000 s = 31'536·10⁶ s = 31'536·1012 μs

## Exemples de períodes de semidesintegració
En un reactor nuclear, els neutrons produïts a les fissions nuclears tenen períodes d'entre unes dècimes de segon i una mica menys d'un minut. Els dels residus radioactius del reactor, sobretot el combustible nuclear gastat, poden anar de minuts a milers de milions d'anys.
Alguns exemples de períodes de semidesintegració d'alguns núclids:
| Urani 235   | 7,038 · 108 anys | Urani 238 | 4,468 · 10⁹ anys | Potassi 40 | 1,28 · 10⁹ anys |
| Rubidi 87   | 4,88 · 10¹⁰ anys | Calci 41  | 1,03 · 10⁵ anys  | Carboni 14 | 5.760 anys      |
| Radi 226    | 1.602 anys       | Cesi 137  | 30,07 anys       | Bismut 207 | 31,55 anys      |
| Estronci 90 | 28,90 anys       | Cobalt 60 | 5,271 anys       | Cadmi 109  | 462,6 dies      |
| Iode 131    | 8,02 dies        | Radó 222  | 3,82 dies        | Oxigen 15  | 122 segons      |

Més exemples:
| Sèrie    | Isòtop | Període de semidesintegració (anys) | Desintegració | Producte final estable de la sèrie |
| -------- | ------ | ----------------------------------- | ------------- | ---------------------------------- |
| Tori     | Th-232 | 1,41 × 10¹⁰                         | alfa          | Pb-208                             |
| Radi     | U-238  | 4,47 × 10⁹                          | alfa          | Pb-206                             |
| Actini   | U-235  | 7,04 × 108                          | alfa          | Pb-207                             |
| Actini   | Cs-135 | 23 × 10⁶                            | beta + gamma  | Pb-207                             |
| Sintètic | Cs-137 | 30                                  | beta + gamma  | -                                  |
| Sintètic | Sr-90  | 29                                  | beta          | -                                  |
| Sintètic | Sr-89  | 0,14                                | beta          | -                                  |